# Mydrosoma bohartorum
Mydrosoma bohartorum är en biart som beskrevs av Michener 1986. Mydrosoma bohartorum ingår i släktet Mydrosoma och familjen korttungebin. Inga underarter finns listade i Catalogue of Life.